# Sint-Vincentiuskerk (Cardona)
De Sint Vincentiuskerk of Canònica de Sant Vicenç is een romaanse reguliere kapittelkerk in de stad Cardona (Bages), in de vallei van de Cardener ten noorden van Barcelona in Catalonië, toegewijd aan Vincentius van Zaragoza. Hij bevindt zich op een hoogte boven de stad binnen de vesting van het Kasteel van Cardona.

## Geschiedenis

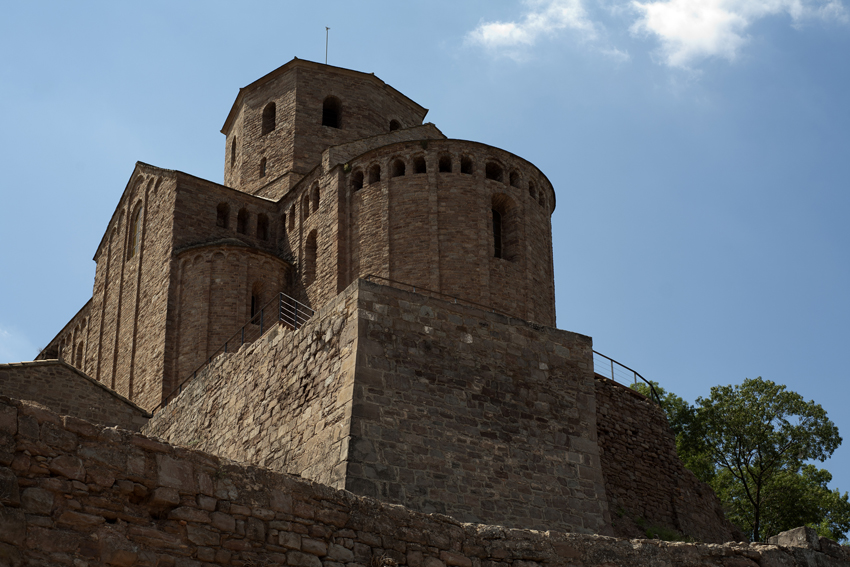
Oostgevel

Oorspronkelijk was het een eenvoudige burchtkapel, eigendom van de heren van Osona. Een eerste schriftelijke vermelding dateert uit 980. De kerk profiteerde van de royale giften van de burchtheren, zodat ze spoedig tot priorij verheven werd in de hoop het tot een dekenij binnen het bisdom van La Seu d'Urgell te promoveren. In 1019 begint de burggraaf Bermon van Cardona onder impuls van abt Oliba, met de bouw dan een kapittelkerk. Het gebouw werd voltooid in 1040 en ingewijd door Eribal, bisschop van Urgell. In 1090 voerde de burggraaf Ramon Folc II van Cardona voor de reguliere kanunniken van het kapittel de regel van Augustinus van Hippo in. Het reguliere leven kwam ten einde toen de reguliere kapittels in 1592 geseculariseerd werden. De ombouw van kasteel en kerk tot kazerne in 1794 maakte een einde aan het religieuze leven. In de kerk werden een aantal verdiepingen gebouwd om slaapzalen te maken. Toen de soldaten vertrokken, begon een langzaam verval. In 1952 werd met de restauratie begonnen.

## Architectuur
De kerk is een typisch voorbeeld van de Catalaanse romaanse architectuur: een basilica met drie beuken, een transept en een hoogkoor, gebouwd in de lokale natuursteen. Elke beuk wordt aan de oostzijde door een apsis afgesloten. Het koor en de centrale apsis liggen hoger, boven op een crypte met drie beuken, gescheiden door monolithische zuilen. Binnen in de kerk bevinden zich enkele merkwaardig goed bewaarde fresco's in de stijl van de Meester van Polinyà.
Naast de kerk bevindt zich de gotische kloostergang. Het gedeelte dat in de loop der tijden verdwenen was wordt geëvoceerd door een eigentijdse constructie in staal en steen die het oorspronkelijke volume herstelt, die echter als eigentijdse aanvulling goed van de oude delen onderscheiden is.

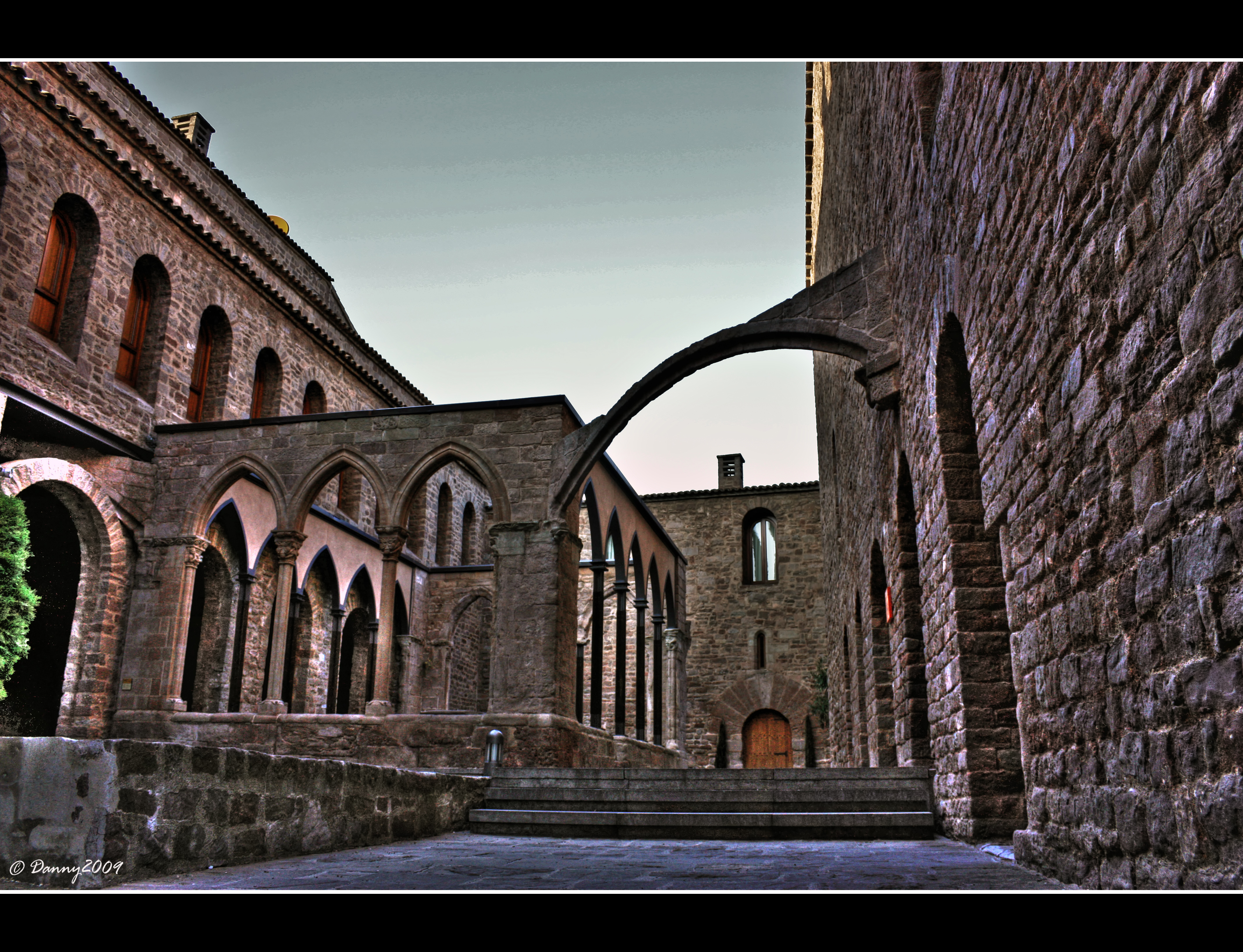
Het gerestaureerde kloosterpand
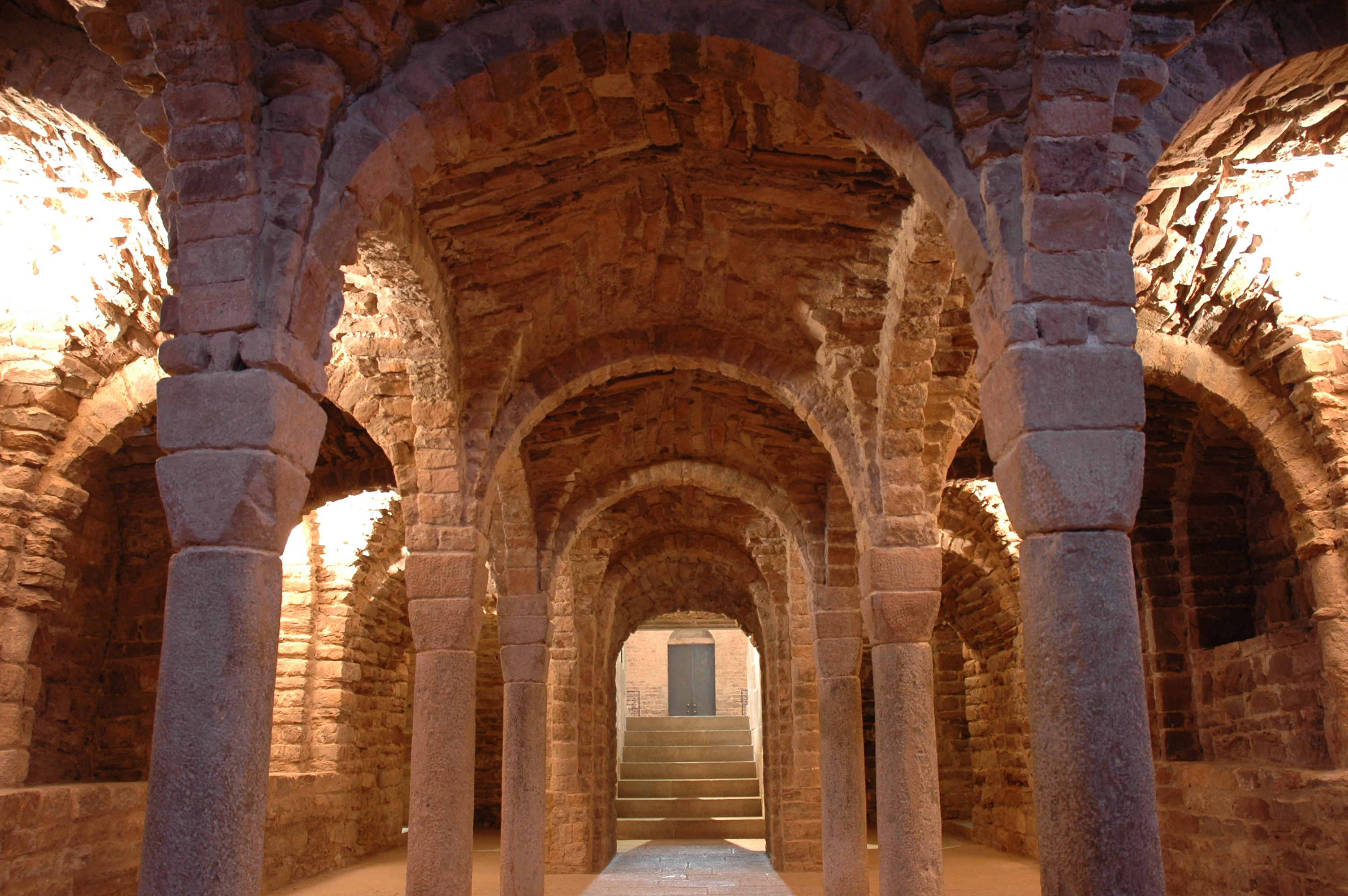
De cripte
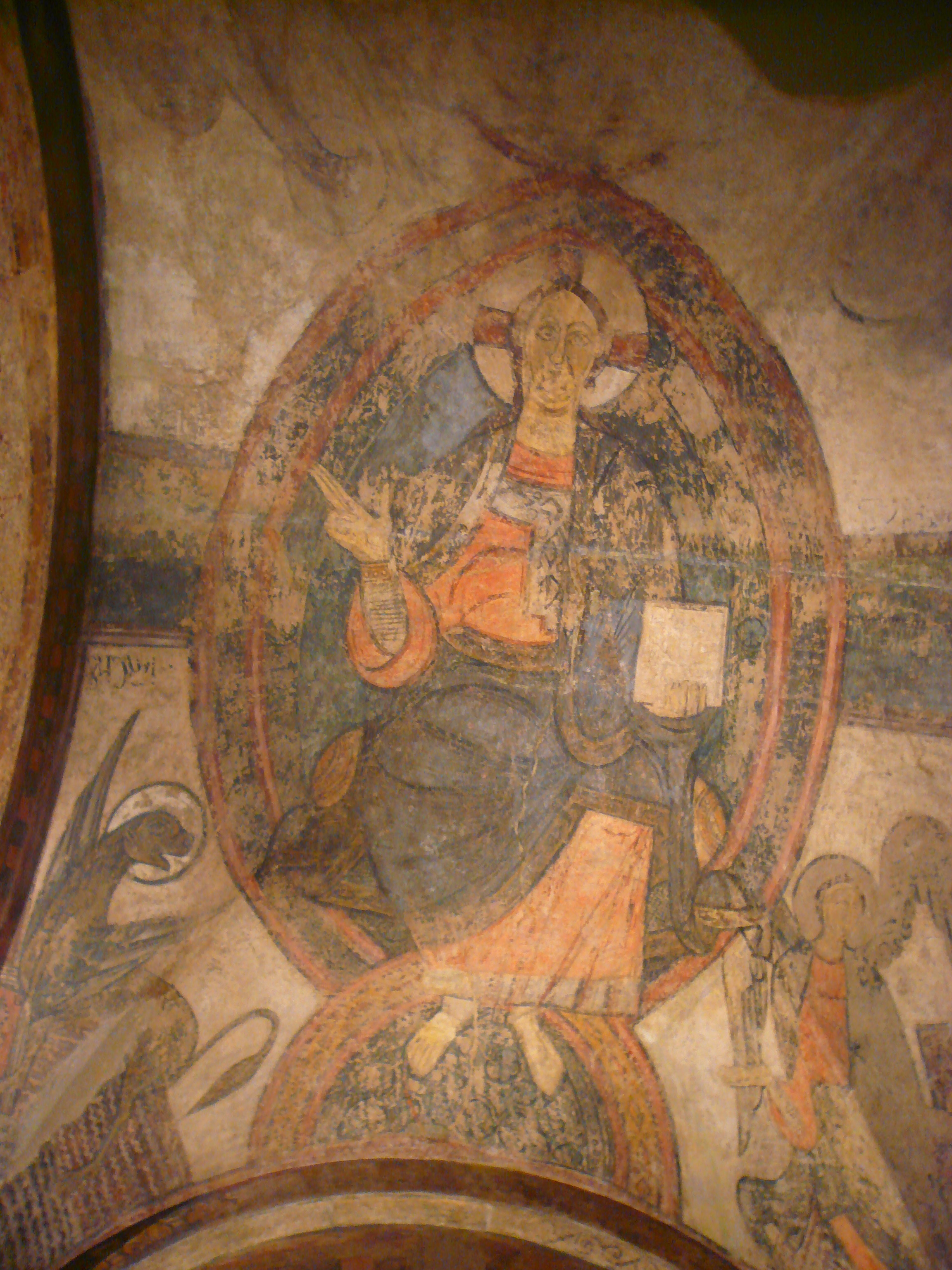
Fresco Pantocrator